# John Sharpe (Cricketspieler)
John William Sharpe (* 9. Dezember 1866 in Ruddington, Vereinigtes Königreich; † 19. Juni 1936 in Ruddington, Vereinigtes Königreich) war ein englischer Cricketspieler, der zwischen 1890 und 1892 für die englische Nationalmannschaft spielte.

## Kindheit
Sein Vater Samuel Sharpe spielte Cricket für Nottinghamshire. Er begann das Cricket-Spielen beim Rock Ferry Club in der Nähe von Birkenhead, wo schon sein Vater spielte.

## Aktive Karriere
Im Clubcricket wechselte er 1884 zum Bedford Town Club und danach zum St. Helen’s Club. In Nottinghamshire geboren fand er jedoch keinen Platz im Team seines Heimat-Counties, da dort das Bowling gut besetzt war. So qualifizierte er sich für Surrey und gab dort sein First-Class-Debüt in der Saison 1889. Dort spielte er an der Seite von George Lohmann und wurde von diesem überschattet. Nachdem er dort herausragen konnte, gab er bei der Ashes Tour 1890 sein Debüt in der Nationalmannschaft, wo er jedoch nicht überzeugen konnte. Nach weiteren guten Leistungen im County Cricket wurde er auf die Tour nach Australien im Winter 1891/92 mitgenommen. Dort gelangen ihm im ersten Test 6 Wickets für 84 Runs, womit er jedoch die Niederlage nicht verhindern konnte. Der zweite Test der Tour sollte dann sein letzter sein im Nationalteam. Nach seiner Rückkehr verlor er seine Form und konnte an seine bisherigen Leistungen nicht mehr anknüpfen. Er wechselte 1894 zu Nottinghamshire, aber von da an waren auch seine Einsätze im First-Class-Cricket praktisch beendet.

## Spieltechnik
Als Bowler war seine Technik vor allem für trockene Pitches geeignet und vor allem seine Yorker waren herausstechend. Am Schlag und als Feldspieler war er dadurch gehandikapt, dass er nur ein Auge hatte.

## Nach der aktiven Karriere
Er verstarb im Alter von 69 Jahren im Juni 1936.